# Islamic Relief
Islamic Relief is een onafhankelijke ontwikkelingsorganisatie met een aanwezigheid in meer dan 40 landen over de hele wereld.
De belangrijkste werkgebieden van Islamic Relief zijn humanitaire hulp en voorbereiding op rampen; ontwikkelingsprogramma's die de toegang tot duurzame middelen van bestaan, gezondheidszorg, onderwijs, water, sanitaire voorzieningen en hygiëne verbeteren; en pleiten namens mensen in nood. Landen waar Islamic Relief voornamelijk actief is met projecten zijn; Afghanistan, Albanië, Bosnië-Herzegovina, Tsjaad, Egypte, Ethiopië, Indonesië, Irak, Ierland, Jordanië, Kosovo, Libanon, Libië, Malawi, Mali, Niger, de Palestijnse Gebieden, Somalië, Soedan, Tunesië, Jemen, Bangladesh, Pakistan, Kenia en Haïti.

## Geschiedenis
In 1984, ten tijde van de voedselcrisis in Zuid-Soedan, beslissen twee Engelse artsen met Egyptische roots om te reageren en middelen in te zamelen.

## Nederland
Islamic Relief Nederland is in 1992 opgericht en gevestigd in Amsterdam. Het ‘Sponsor een Wees’ project, een vast onderdeel van het programma van IR werd toendertijd in het leven geroepen.

## België
In België opent Islamic Relief (Islamic Relief België/Belgique) in 1994 een kantoor. Eind 2016 verandert de organisatie haar naam in Karama Solidarity. Karama is een arabisch woord dat waardigheid betekent.